# 杉山勇司
杉山 勇司（すぎやま ゆうじ、1964年3月31日 - ）は、日本のレコーディング・エンジニア。これまでにSOFT BALLETやNav Katze、東京スカパラダイスオーケストラ、SCHAFT、ピチカート・ファイヴ、藤原ヒロシ、UA、NIGO、X JAPAN、L'Arc〜en〜Ciel、LUNA SEA、Jungle Smile、広瀬香美、CORE OF SOUL、CUBE JUICE、櫻井敦司、dropz、睡蓮などを手がけている。現在、東京スクールオブミュージック専門学校で講師も務めている。2004年にレコーディング教本1冊を著し、雑誌などでもPro Tools関係を中心に執筆している。大阪府出身。

## 生い立ち
高校1年からクリームの「ホワイト・ルーム」のコピーでギターを始める。高校2年でドゥービー・ブラザーズやオーティス・レディング、ピーター・ガブリエルのコピーバンドを組み、ベースを担当した。高校3年のころ、知り合いの音楽関係者の機材運搬の手伝いで初めてレコーディング・スタジオを訪れ、レコーディングに興味を持つ。

## 経歴
大学時代に、大学近くのリハーサル・スタジオがTEACの16チャンネルレコーダー・ミキサーを入荷したものの、システムを操作できるスタッフがいないと知り、リハーサル・スタジオに頼み込んでアルバイトとして働き始める。スタジオにはレコーディング環境もあったため、レコーディングの仕事もスタートさせる。このスタジオを約3年であとにし、上京。東京でPAエンジニアの仕事を始めたことをきっかけに、SOFT BALLET、くじら、東京スカパラダイス・オーケストラなどの大きな仕事を務めるようになり、28歳までPAエンジニアを続ける。そしてレコーディング・エンジニアとしての初めての現場がビクタースタジオだったと杉山は語っている。

## 著書
- 『レコーディング/ミキシングの全知識』 (2004) リットーミュージック ISBN 978-4845611409